# Castell de Grialó
El castell de Grialó és un castell del municipi d'Artesa de Segre declarat bé cultural d'interès nacional.
És situat al Puig de Grialó, un petit turó a l'extrem de l'altiplà de la Força, des d'on s'albira el poblet de Colldelrat, entitat de població d'Artesa de Segre, i una bona panoràmica de la vall del Segre. Al costat del castell hi ha l'església de Sant Miquel de Grialó i una torre d'alta tensió que desfigura el conjunt.

## Història

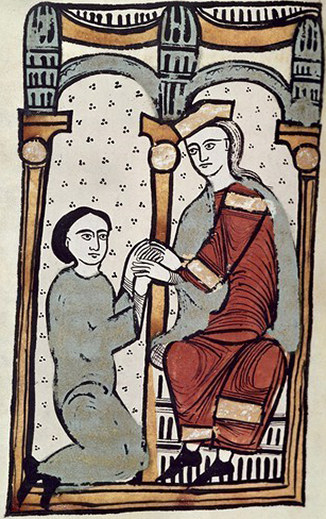
Ermengol II d'Urgell i Arnau Mir de Tost

La primera notícia d'aquest castell l'ofereix l'acta de venda del castell d'Artesa per part del comte Ermengol II d'Urgell a Arnau Mir de Tost i la seva esposa Arsenda d'Àger, l'any 1039. En les afrontacions del castell d'Artesa es llegeix: «... a parte orientis ad ipso cinglo qui est ad ipsa Petrosa sive ad ipso termino de kastro Grazilo...». El castell de Grialó era comprès dins el terme del castell de Montmagastre i cal pensar que n'actuava de fortalesa secundària per a advertir de possibles moviments de tropes a les proximitats.

## Arquitectura
D'una banda veiem un conjunt de restes d'una fortificació i de l'altre dues cisternes o aljubs (o potser trulls per premsar raïm). A part, cal esmentar l'existència d'una església romànica dedicada a Sant Miquel.
El castell s'estenia longitudinalment uns 21 m de llarg per uns 7,5 m en el lloc més ample. Es conserven part dels costats est i nord d'una torre de planta quadrada, d'uns 9 m d'alçada i gruix del mur d'uns 80 cm. Sembla que hi havia espitlleres en cada una de les parets. L'aparell de la cara exterior fins al cim és fet amb carreus força grossos (30 cm X 50 cm, per exemple), ben arrenglerats, escairats i amb coixinet. Dins del mur, per contra, l'aparell és molt més irregular, amb pedres de mides diverses i poc treballades, unides amb morter fet amb guix triturat. Al centre de la fortificació queden restes d'un mur central gruixut de 140 cm. Devia suportar una paret força alta però actualment se'n conserven pocs pams. També hi ha una paret més occidental de 7 m de longitud i 3 m d'alçada feta amb carreus encoixinats.
A llevant de la fortificació hi ha un vall i més enllà destaca una un aljub o trull de figura trapezial, tot ell excavat a la roca. Fan 3,40 m els costats llargs per 2,40 i 3,30 m els curts i per almenys 1 m de profunditat. Al seu costat hi ha un altre petit dipòsit també excavat a la roca, d'1 m de llarg per 40 cm d'ample que, com el gran, té un forat a la part baixa que comunica amb l'exterior. Al sud de la fotificació hi ha un altre aljub també gran. Al costat est encara es veuen dues mènsules situades segurament on hi havia l'entrada.
Classificar i datar aquesta fortificació és molt difícil. Les formes i mides i l'encoixinat dels carreus, la diferència entre l'exterior i l'interior, el tipus de morter, etc. fan concloure que fou bastida els segles xiii o XIV. Però no es pot descartar la possibilitat d'una construcció més antiga, musulmana, que permetria comprendre el tipus d'aparell constructiu, incloent l'encoixinat que ja existia en l'arquitectura andalusina. Cal recordar que l'any 1039 ja hi ha documentació del castell de Grialó.

## Sant Miquel de Grialó

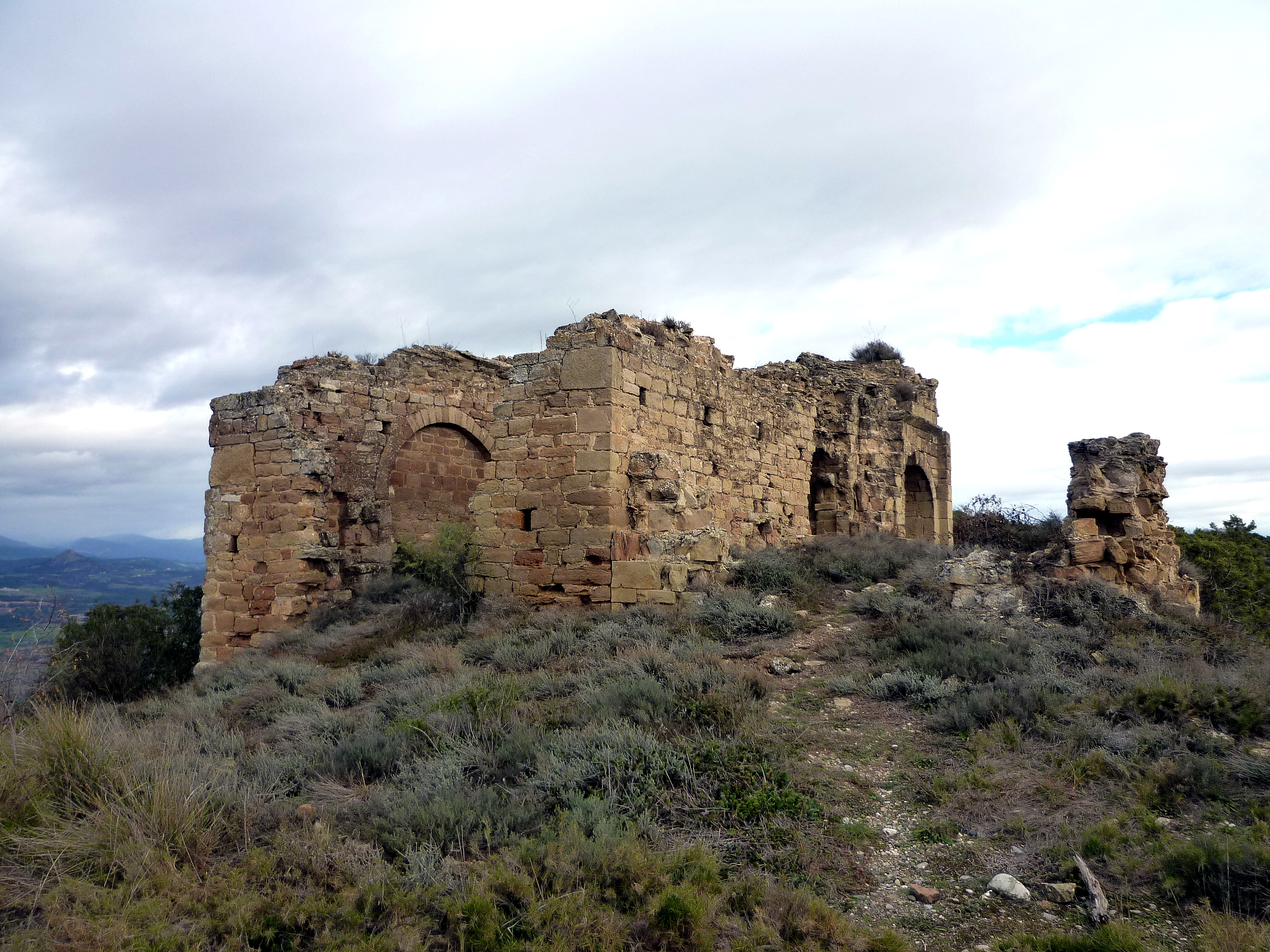
Sant Miquel de Grialó

Resta suficient de l'església per poder saber que era un edifici de dues naus. La nau nord, construïda en un primer moment, té una coberta de volta de canó, molt malmesa actualment, i acaba amb un absís semicircular a l'extrem oriental. L'ampliació amb una segona nau sembla que es pot datar a final del s. XI o inicis de s. XII.